# Ветер чужого мира
«Ветер чужого мира», Вам никогда не вернуться домой, Плацдарм, Поражение, Ловушка, Просчитанный риск (англ. You'll Never Go Home Again, англ. Beachhead) — научно-фантастический рассказ американского писателя Клиффорда Саймака. Впервые опубликован в 1951 году в журнале Fantastic Adventures. Переводы на русский язык —— А. Корженевский, С. Степанов (Ловушка) и Н. Казанцева.

## Сюжет
На неизвестную планету высаживается группа межпланетной разведки с Земли. Выбранный отрезок земли зачищают от жизни огнемётами и жёстким излучением, после чего создают на нем предназначенный для исследований планеты и потенциальной обороны силами легионеров и роботов плацдарм. Экспедиции предстоит изучить местную фауну и флору, провести пробы почвы и воды, начать поиск полезных ископаемых и запустить метеорологические станции. По итогам исследований земные власти решат участь планеты: прислать эксплуатационную группу, поселенцев или оставить нетронутой, разместив данные о ней в архив.
Руководитель экспедиции Деккер спорит со своим подчинённым Джексоном: более молодой сотрудник предчувствует, что когда-нибудь они не смогут справиться с изучаемой планетой, в то время как умудрённый опытами предыдущих операций начальник считает своего собеседника романтиком, хотя и помнит про минимальный риск. На базу приходит представитель местной гуманоидной жизни, контакт с которым настраивается с помощью специальных шлемов, позволяющих общаться телепатически. Несмотря на предложения дружбы, абориген заявляет, что им не надо было прилетать, ибо теперь они никогда не улетят отсюда и умрут.
За недели работы экспедиция существенно изучила планету: найдены месторождения железной руды и угля, в горах — радиоактивные элементы; есть растительная и животная жизнь. Начальник экспедиции Деккер лично организует экспедицию в деревню к местным жителям, в ходе которой выясняется, что они совсем не пользуется металлом: кухонная утварь и инструменты — каменные, несмотря на развитую культуру.
После того, как обнаруживается выход из строя часов, Деккер приказывает всем вернуться на базу и приготовить корабль к взлету. Вскоре обнаруживается, что нет возможности связаться по радио с направившимися на разведку дальними лагерями, далее — прекращают работу точная аппаратура и роботы.
Спустя время Деккер приходит к выводу: некий микроорганизм пожирает подвергшееся термообработке или сплаву железо, но не трогает окисленное в руде. Деккер задаётся вопросом: как оно могло выжить, если их корабль привёз сюда металл впервые за долгие годы? Джексон предполагает, что этот элемент мог быть в воздухе и атмосфере, который действующий уровень исследований не может диагностировать. В этот момент Деккер обращает внимание на налетевший ветер и впервые ощущает его запах.